# 湖李木沟岩画
湖李木沟岩画，位于中国青海省共和县黑马河乡然去乎村，为第五批青海省文物保护单位，公布日期为1988年9月15日，类型为石窟寺及石刻。
湖李木沟岩画的历史年代为唐。